# 네더렐름 스튜디오
네더렐름 스튜디오는 미국의 비디오 게임 개발사이다. 에드 분이 설립하였으며, 《모탈 컴뱃 시리즈》와 《인저스티스 시리즈》로 잘 알려져 있다. 워너 브라더스 인터랙티브 엔터테인먼트의 자회사이다.

## 개발한 게임
- 모탈 컴뱃
- 인저스티스: 갓즈 어몽 어스
- 모탈 컴뱃 X
- 인저스티스 2
- 모탈 컴뱃 11